# Skate Canada 2012
Navigation
Édition précédente Édition suivante
Le Skate Canada (ou Internationaux Patinage Canada) est une compétition internationale de patinage artistique qui se déroule au Canada au cours de l'automne. Il accueille des patineurs amateurs de niveau senior dans quatre catégories: simple messieurs, simple dames, couple artistique et danse sur glace.
Le trente-neuvième Skate Canada est organisé du 26 au 28 octobre 2012 au WFCU Centre de Windsor dans la province de l'Ontario. Il est la deuxième compétition du Grand Prix ISU senior de la saison 2012/2013.

## Résultats

### Messieurs

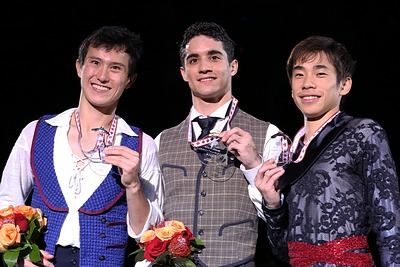
Podium des Messieurs

| Rang | Nom              | Pays       | Points | Programme court | Programme court | Programme libre | Programme libre |
| ---- | ---------------- | ---------- | ------ | --------------- | --------------- | --------------- | --------------- |
| 1    | Javier Fernández | Espagne    | 253.94 | 1               | 85.87           | 1               | 168.07          |
| 2    | Patrick Chan     | Canada     | 243.43 | 2               | 82.52           | 2               | 160.91          |
| 3    | Nobunari Oda     | Japon      | 238.34 | 3               | 82.14           | 3               | 156.20          |
| 4    | Florent Amodio   | France     | 218.72 | 5               | 74.61           | 5               | 144.11          |
| 5    | Ross Miner       | États-Unis | 213.60 | 8               | 69.41           | 4               | 144.19          |
| 6    | Denis Ten        | Kazakhstan | 203.70 | 4               | 75.26           | 8               | 128.44          |
| 7    | Elladj Baldé     | Canada     | 199.94 | 6               | 72.46           | 9               | 127.48          |
| 8    | Takahito Mura    | Japon      | 199.74 | 9               | 62.10           | 6               | 137.64          |
| 9    | Artur Gachinski  | Russie     | 199.58 | 7               | 69.74           | 7               | 129.84          |
| 10   | Liam Firus       | Canada     | 169.67 | 10              | 60.50           | 10              | 109.17          |

### Dames

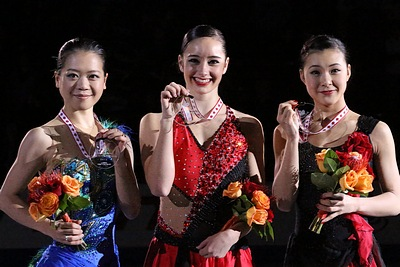
Podium des Dames

| Rang | Nom                    | Pays       | Points | Programme court | Programme court | Programme libre | Programme libre |
| ---- | ---------------------- | ---------- | ------ | --------------- | --------------- | --------------- | --------------- |
| 1    | Kaetlyn Osmond         | Canada     | 176.45 | 2               | 60.56           | 2               | 115.89          |
| 2    | Akiko Suzuki           | Japon      | 175.16 | 5               | 55.12           | 1               | 120.04          |
| 3    | Kanako Murakami        | Japon      | 168.04 | 4               | 56.21           | 4               | 111.83          |
| 4    | Elizaveta Tuktamysheva | Russie     | 168.00 | 6               | 55.10           | 3               | 112.90          |
| 5    | Elene Gedevanishvili   | Géorgie    | 160.52 | 1               | 60.80           | 5               | 99.72           |
| 6    | Ksenia Makarova        | Russie     | 154.11 | 3               | 58.56           | 9               | 95.55           |
| 7    | Gracie Gold            | États-Unis | 151.57 | 9               | 52.19           | 6               | 99.38           |
| 8    | Amélie Lacoste         | Canada     | 151.44 | 7               | 53.81           | 7               | 97.63           |
| 9    | Caroline Zhang         | États-Unis | 149.87 | 8               | 52.97           | 8               | 96.90           |
| 10   | Polina Shelepen        | Russie     | 124.29 | 10              | 46.18           | 10              | 78.11           |

### Couples
| Rang | Nom                               | Pays       | Points | Programme court | Programme court | Programme libre | Programme libre |
| ---- | --------------------------------- | ---------- | ------ | --------------- | --------------- | --------------- | --------------- |
| 1    | Aljona Savchenko / Robin Szolkowy | Allemagne  | 201.36 | 1               | 72.26           | 1               | 129.10          |
| 2    | Meagan Duhamel / Eric Radford     | Canada     | 190.49 | 2               | 64.49           | 2               | 126.00          |
| 3    | Stefania Berton / Ondřej Hotárek  | Italie     | 172.03 | 3               | 59.79           | 3               | 112.24          |
| 4    | Paige Lawrence / Rudi Swiegers    | Canada     | 158.33 | 4               | 52.88           | 4               | 105.45          |
| 5    | Daria Popova / Bruno Massot       | France     | 149.37 | 5               | 48.43           | 5               | 100.94          |
| 6    | Tiffany Vise / Don Baldwin        | États-Unis | 141.21 | 7               | 46.47           | 6               | 94.74           |
| 7    | Lindsay Davis / Mark Ladwig       | États-Unis | 122.26 | 6               | 47.05           | 7               | 75.21           |

### Danse sur glace
| Rang | Nom                                  | Pays        | Points | Danse courte | Danse courte | Danse libre | Danse libre |
| ---- | ------------------------------------ | ----------- | ------ | ------------ | ------------ | ----------- | ----------- |
| 1    | Tessa Virtue / Scott Moir            | Canada      | 169.41 | 1            | 65.09        | 1           | 104.32      |
| 2    | Anna Cappellini / Luca Lanotte       | Italie      | 160.06 | 2            | 65.08        | 2           | 94.98       |
| 3    | Ekaterina Riazanova / Ilia Tkachenko | Russie      | 143.39 | 3            | 55.80        | 3           | 87.59       |
| 4    | Piper Gilles / Paul Poirier          | Canada      | 136.74 | 5            | 53.71        | 4           | 83.03       |
| 5    | Madison Hubbell / Zachary Donohue    | États-Unis  | 135.16 | 4            | 54.84        | 6           | 80.32       |
| 6    | Julia Zlobina / Alexei Sitnikov      | Azerbaïdjan | 132.80 | 7            | 50.92        | 5           | 81.88       |
| 7    | Pernelle Carron / Lloyd Jones        | France      | 130.75 | 6            | 51.67        | 7           | 79.08       |
| 8    | Kharis Ralph / Asher Hill            | Canada      | 126.60 | 8            | 50.00        | 8           | 76.60       |

## Source
- Résultats du Skate Canada 2012 sur le site de l'ISU